# Chrysotoxum sibiricum
Chrysotoxum sibiricum är en tvåvingeart som beskrevs av Friedrich Hermann Loew 1856. Chrysotoxum sibiricum ingår i släktet getingblomflugor, och familjen blomflugor. Inga underarter finns listade i Catalogue of Life.